# Dale Steyn
Dale Willem Steyn (nacido el 27 de junio de 1983) es un jugador de críquet de Sudáfrica. Se le considera uno de los mejores jugadores de bolos rápidos de todos los tiempos y el mejor jugador de bolos de 'Test Cricket' de su generación. Apareció en Wisden Cricketers of the Decade a fines de 2019. También fue incluido en el equipo ICC Test Cricket de la década a fines de 2020.

## Primeros años y carrera
Steyn nació en la pequeña ciudad de Phalaborwa, en la frontera del parque nacional Kruger en Sudáfrica. Su familia es de Zimbabue.
El 17 de diciembre de 2004, Steyn hizo su debut en Test Cricket para Sudáfrica contra Inglaterra. El 17 de agosto de 2005, hizo su debut en One Day International contra Asia XI. El 23 de noviembre de 2007, Steyn hizo su debut en Twenty20 contra Nueva Zelanda. Steyn firmó para jugar en la Indian Premier League en 2008, jugando para el Royal Challengers Bangalore. En la subasta IPL de 2016, Gujarat Lions lo compró por 22,3 millones de rupias.
El 5 de agosto de 2019, Steyn anunció su retiro de Test Cricket.
En la subasta IPL de 2020, fue comprado por Royal Challengers Bangalore antes de la Premier League india de 2020. En noviembre de 2020, Steyn se unió a Kandy Tuskers para la Lanka Premier League 2020. En el 2021, fue elegido por Quetta Gladiators en la categoría suplementaria de la Superliga de Pakistán.

## Premios
- Jugador de críquet sudafricano del año en 2008.[14]
- Jugadores de críquet Wisden del año en 2013.[15]